# Verein für Weiterbildung und Friedensarbeit
Der Verein für Weiterbildung und Friedensarbeit ist eine Gründung der  Bürgerinitiativ- und Friedensbewegung und Träger zweier Bildungswerke in Nordrhein-Westfalen, des Bildungsforums  Lernwelten mit Zweigstellen in Minden und Bonn und des Bildungswerks InterKultur in Bonn. Diese Bildungswerke sind nach dem Weiterbildungsgesetz NRW als Einrichtung der Erwachsenenbildung staatlich anerkannt. Als selbstverwaltete Einrichtungen der Weiterbildung sind sie Mitglied in der Landesarbeitsgemeinschaft für eine andere Weiterbildung NRW (LAAW) und im Deutschen Paritätischen Wohlfahrtsverband (DPWV).

## Das Bildungsforum Lernwelten Minden
„Bildungsforum Lernwelten“ (BF) ist seit Anfang 2016 der neue Name dieser Einrichtung, die es als „Bildungswerk für Friedensarbeit“ (BF) bereits seit 1976 gibt. Das BF hatte ursprünglich seinen Schwerpunkt in der Politischen Weiterbildung.
Der neue Name „Bildungsforum Lernwelten“ bringt das aktuelle Kursangebot besser zum Ausdruck. Dieses hat nach wie vor das Ziel eines friedlichen Miteinanders und respektvollen Umgangs zwischen den Menschen und umfasst folgende Bereiche: Neben Vorträgen und Informationsveranstaltungen Kurse zu: Arbeit und Beruf, Bildungsurlaube, Gesundheit, Bewegung, Entspannung, Persönlichkeit (Beziehung und Kommunikation, Sinn und Spiritualität, Selbstausdruck und Kreativität), Politik und Gesellschaft sowie Eltern- und Familienbildung (Schwangerschaft und Geburt, Eltern-Kind-Kurse, Elternkurse, Kurse für Kinder und Jugendliche).

## Das Bildungsforum Lernwelten Bonn
Aus den gleichen Gründen wie in Minden hat sich auch das ebenfalls seit 1976 bestehende Bonner „Bildungswerk für Friedensarbeit (BF)“ 2016 den Namen „Bildungsforum Lernwelten (BF)“ gegeben.
Das Bonner Bildungsforum Lernwelten möchte in seinen Kursen die Lernenden in den Mittelpunkt eines ganzheitlich ausgerichteten Bildungsprozesses stellen, in welchem großes Gewicht auf eine kommunikative Atmosphäre, kreative Methoden und die Förderung selbstbestimmter, sozialer Verhaltensformen gelegt wird. Das BF ist ein Ort der Begegnung für und mit Menschen aus unterschiedlichen sozialen, kulturellen und religiösen Zusammenhängen. Der Schwerpunkt liegt dabei auf folgenden Bereichen: Berufliche Orientierung und Qualifizierung, Deutsch als Fremd-/Zweitsprache, Kompetenz im Beruf, Migrationsberatung, Anerkennungs- und Qualifizierungsberatung im Rahmen des IQ-Netzwerks (Integration durch Qualifizierung) sowie Beratung zur beruflichen Bildung.
Das BF ist vom Bundesamt für Migration und Flüchtlinge als Träger von Integrationskursen anerkannt.

## Das Bildungswerk interKultur in Bonn
Ebenfalls mit dem Verein für Weiterbildung und Friedensarbeit als Träger wurde 2008 das Bonner Bildungswerk interKultur (IK) gegründet. Es versteht sich als Weiterbildungspartner für zugewanderte Bürger und Einwohner mit Migrationshintergrund (insbesondere Frauen) und für Land und Kommune in den verschiedenen Handlungsfeldern der Integration.
InterKultur bietet einen Ort der Weiterbildung und Begegnung für und mit Menschen aus unterschiedlichen sozialen, kulturellen und religiösen Zusammenhängen. Das Kursangebot, das soziale, persönliche, berufliche und interkulturelle Kompetenzen vermitteln will, umfasst folgende Bereiche:
Deutschkurse, Integrationskurse, Alphabetisierungskurse, Sprachberatung, Gesprächskreise, Fortbildung für Multiplikatoren und Begegnungen sowohl auf europäischer Ebene (im Rahmen von Grundtvig-Lernpartnerschaften) als auch in Texten (bei interkulturellen Schreibwerkstätten). Diese Angebote werden unterstützt  durch das Forum InterKultur, auf dem Vorträge und interreligiöse und interkulturelle Dialoge stattfinden.
Seit 2017 hat interKultur neben seinen Standorten in Bad Godesberg und Tannenbusch einen dritten Standort im Kulturzentrum Brotfabrik, im Stadtteil Beuel. Hier bietet es Kurse und Workshops aus den Bereichen Musik, Theater, Tanz und Bewegung an. Das IK ist vom Bundesamt für Migration und Flüchtlinge als Träger von Integrationskursen anerkannt.